# Pyrgilauda
A Pyrgilauda a madarak (Aves) osztályának verébalakúak (Passeriformes) rendjébe, ezen belül a verébfélék (Passeridae) családjába tartozó kérdéses nem.
Egyes rendszerezők a tibeti havasipintyet és a többi közép- és dél-ázsiai Montifringilla-fajt, egy külön nembe, a Pyrgilaudaba helyezik; szerintük eme elkülönített madarak alakja, élőhelye és az azon belül betöltött szerepe különbözik, a többi Montifringilla-fajétól. Ennek az újféle rendszerezésnek nincs erős alapja, mivel a kutatások szerint a Montifringilla madárnem monofiletikus csoportot alkot, azaz egy közös rendszertani őstől származó élőlények összességét képezik. A „Handbook of the Birds of the World” című többkötetes madárenciklopédiában, a Pyrgilauda-fajokat, „talajlakó verebeknek”, míg az északi Montifringilla-fajokat, „havasipintyeknek” nevezik.

## Rendszerezésük
A nemet Charles Lucien Jules Laurent Bonaparte francia ornitológus írta le 1850-ben, az alábbi 4 faj tartozik ide:
- Blanford-havasipinty (Pyrgilauda blanfordi)
- Dávid-havasipinty (Pyrgilauda davidiana)
- vörösnyakú havasipinty (Pyrgilauda ruficollis)
- afgán havasipinty (Pyrgilauda theresae)

## Előfordulásuk
Közép- és Dél-Ázsia területén honosak. Természetes élőhelyei a mérsékelt övi gyepek és sivatagok, valamint legelők. Állandó, nem vonuló faj.

## Megjelenésük
Testhosszuk 13,5-15 centiméter körüli.